# Gentianella calcis
Gentianella calcis är en gentianaväxtart. Gentianella calcis ingår i släktet gentianellor, och familjen gentianaväxter.

## Underarter
Arten delas in i följande underarter:
- G. c. calcis
- G. c. manahune
- G. c. taiko
- G. c. waipara